# Emma (2009)
Emma ist eine britische Literaturverfilmung aus dem Jahre 2009, die im Auftrag der BBC nach dem gleichnamigen Roman aus dem Jahr 1815 von Jane Austen als Miniserie entstanden ist. Das Drehbuch schrieb Sandy Welch, Regie führte Jim O’Hanlon und in den Hauptrollen sind Romola Garai und Jonny Lee Miller zu sehen.
Der Vierteiler wurde erstmals in Großbritannien sonntags vom 4. bis 25. Oktober 2009 auf BBC-One ausgestrahlt und in den Vereinigten Staaten vom 24. Januar bis 7. Februar auf PBS. Im deutschen Fernsehen war die erste Folge erstmals am 24. März 2011 auf dem Pay-TV-Sender RTL Passion zu sehen. Die DVD-Box ist seit dem 24. September 2010 im Handel erhältlich.

## Handlung
England, frühes 19. Jahrhundert, Regency-Epoche: In der fiktiven kleinen Provinzstadt Highbury genießt Emma Woodhouse höchstes Ansehen, doch seit der Hochzeit ihrer Gouvernante Anne Taylor, die sie eigentlich eher als ihre engste Vertraute ansah, lebt sie nun im zarten Alter von 20 Jahren mit ihrem kränklichen Vater allein im Hartfield-Herrenhaus. Die Besuche von Mr. Knightley bedeuten die einzige Abwechslung in ihrem Leben.
Auf der Suche nach ihrem wahren Talent kann sie keine sonderlichen Begabungen im künstlerischen, musischen oder literarischen Bereich feststellen, doch meint sie die Gabe zu haben, Herzensangelegenheiten anderer Leute zu durchschauen und positiv beeinflussen zu können. Der einzigen kritischen Stimme, der von Mr. Knightley, schenkt sie kein Gehör, und als sie die junge und hübsche Harriet Smith aus dem Mädchenpensionat zu ihrer neuen Freundin erwählt, setzt sie alles daran, ihre Fähigkeit als Ehestifterin einsetzen zu können.
Emma muss sich nach einigen Verwirrungen und Missverständnissen bitter eingestehen, ihre Urteilsfähigkeit weit überschätzt und die resultierenden Konsequenzen völlig unterschätzt zu haben. Sie bereut es, die Bedenken Mr. Knighteys nicht ernst genommen und somit seine größere Lebenserfahrung nicht anerkannt zu haben.

## Hauptfiguren
Emma Woodhouse
Emma Woodhouse ist 20 Jahre alt und lebt mit ihrem gebrechlichen Vater allein auf dem Familiensitz Hartfield. Als angesehenes Mitglied der Gemeinde Highbury fehlt es ihr an nichts, außer an Gesellschaft Gleichaltriger und an Zeitvertreib. Sie meint, ihr wahres Talent im Ehestiften gefunden zu haben und will dies zum Wohle ihrer neuen Freundin Harriet Smith einsetzen.
Mr. George Knightley
Mr. Knightley ist der Gutsherr von Donwell Abbey und der Friedensrichter der Gemeinde Highbury. Da sein jüngerer Bruder John mit Emmas älterer Schwester Isabella verheiratet ist und somit Emmas Schwager wurde, ist er ein gerngesehener und häufiger Gast in Hartfield.
Harriet Smith
Harriet Smith lebt im Mädchenpensionat von Mrs. Goddard, wo sie auch aufgewachsen ist. Sie ist die uneheliche Tochter eines Unbekannten, der ihre spärliche Ausbildung und Unterkunft anonym bezahlt.
Mr. Woodhouse
Mr. Woodhouse ist der Vater von Emma und Isabella, seit langem Witwer und ein kränkelnder ängstlicher Mann. Seit seine erste Tochter aus dem Haus ist, will er die Heirat und somit das Fortgehen von Emmas Gouvernante Ms. Taylor/Mrs. Weston nicht gutheißen.
Mrs. Anne Weston geb. Taylor
Miss Anne Taylor ist seit dem frühen Tod von Emmas Mutter ihre Gouvernante und engste Gefährtin. Doch sie lernt Mr. Weston näher kennen und lieben, vermählt sich mit ihm und verlässt Hartfield, um mit Mr. Weston auf dessen Landsitz Randalls in der Nähe von Highbury zu leben.
Mr. Weston
Mr. Weston, der Besitzer von Randalls, entschließt sich, nach vielen Jahren erneut zu heiraten und tritt mit Anne Taylor, der ehemaligen Gouvernante von Emma, vor den Altar. Zu Ehren dieses Anlasses hat sein Sohn aus erster Ehe, Frank Churchill, seinen längst fälligen Besuch angekündigt.
Mr. Frank Churchill
Mr. Frank Churchill ist der Sohn von Mr. Weston, wurde aber als kleiner Junge nach dem Tod seiner Mutter von deren kinderlosem Bruder Mr. Churchill adoptiert und war bis jetzt nicht mehr zurückgekehrt.
Miss Jane Fairfax
Miss Jane Fairfax ist etwa im selben Alter wie Emma und hat im frühen Kindesalter ihre Eltern verloren. Um der drohenden Armut zu entgehen, entschieden ihre einzigen noch lebenden Verwandten, ihre Großmutter Mrs. Bates und ihre Tante Miss Bates, sie zu dem Familienfreund Captain Campbell zu schicken, der eine Spielgefährtin für seine Tochter suchte.
Miss Bates
Miss Bates ist die Tochter des verstorbenen Pfarrers von Highbury und unverheiratet geblieben, sodass sie mittlerweile in sehr bescheidenen Verhältnissen zusammen mit ihrer alten Mutter lebt. Die wichtigsten Höhepunkte ihres Lebens stellen die wöchentlichen Briefe ihrer Nichte Jane Fairfax dar.
Mr. Elton
Mr. Elton ist seit kurzem der Hilfspfarrer der Gemeinde Highbury und als lediger Mann auf Brautschau.
Mrs. Augusta Elton
Mrs. Elton ist eine wohlhabende Frau aus Bath, die sich nach ihrer Hochzeit an bescheidenere Lebensumstände anpassen muss.

## Episodenübersicht
| Nr. | Deutscher Titel | Originaltitel | Erstausstrahlung UK | Deutschsprachige Erstausstrahlung (D) | Regie        | Drehbuch    | Zuschauer (UK) |
| --- | --------------- | ------------- | ------------------- | ------------------------------------- | ------------ | ----------- | -------------- |
| 1 | Episode Eins    | Episode One   | 4. Okt. 2009        | 24. März 2011                         | Jim O’Hanlon | Sandy Welch | 4,48 Mio       |
| Reich und unabhängig, hat Emma Woodhouse keinen Grund zu heiraten, aber nichts macht ihr mehr Spaß, als anderen Pärchen dabei zuzusehen. So hilft sie ihrer Schwester und ihrem Kindermädchen Miss Taylor zu ihren Ehemännern, indem sie beiden einen kleinen Anstoß gibt. Als beide verheiratet und aus dem Haus sind, leben ihr Vater und Emma alleine in dem großen Anwesen. Daher macht sich Emma bald auf die Suche nach einer neuen Freundin, die sie in der schönen Harriet Smith findet. Obwohl Emma das Verkuppeln Spaß macht, bringt sie Harriet davon ab, den Farmer Robert Martin zu heiraten, er sei unter ihrem Stand. Emmas enger Freund Mr. Knightley warnt sie, dass dieses negative Eindringen in diese Beziehung ein Fehler sei und großen Schmerz mit sich bringe - für Harriet und für Robert. Emma lässt sich jedoch nicht belehren, weshalb Mr. Knightley sehr wütend wird. |                 |               |                     |                                       |              |             |                |
| 2 | Episode Zwei    | Episode Two   | 11. Okt. 2009       | 31. März 2011                         | Jim O’Hanlon | Sandy Welch | 4,12 Mio.      |
| Emma beharrt auf ihrer Meinung, Mr. Elton, der Pfarrer von Highbury, und Harriet würden zueinander passen. Obwohl sie selbst keinerlei Interesse an einer Hochzeit ihrerseits hat, scheint sie doch interessiert an dem fremden und unbekannten Frank Churchill zu sein, den sie bei der Weihnachtsfeier seines Vaters zu sehen hofft. Frank kommt jedoch nicht, stattdessen bekommt Emma einen Heiratsantrag von Mr. Elton. Ein paar Monate später geht im Dorf das Gerücht um, dass Jane Fairfax nach Jahren wieder da sei und ein heimlicher Verehrer ihr ein Piano zukommen ließ. Emma weigert sich zu glauben, Mr. Knightley könne dieser heimliche Verehrer sein. |                 |               |                     |                                       |              |             |                |
| 3 | Episode Drei    | Episode Three | 18. Okt. 2009       | 7. Apr. 2011                          | Jim O’Hanlon | Sandy Welch | 3,32 Mio       |
| Emma möchte von Mr. Knightley wissen, ob die Gerüchte stimmen, doch dieser bleibt sehr stumm zu diesem Thema. Währenddessen planen Emma und Frank einen Ball, und Emma fragt sich, ob sie vielleicht verliebt in ihn sein könnte. Obwohl sie gemeinsam viel Spaß auf dem Ball haben, entwickelt Emma keine Gefühle für Frank. Da sie zu Hause nur noch ihren Vater als Gesellschaft hat, wird Emma zusehends einsam und gelangweilt. Daher schlägt Mr. Knightley einen kleinen Ausflug nach Box Hill vor, um für etwas Abwechslung zu sorgen und sie wieder auf andere Gedanken zu bringen. Er äußert gegenüber Emma die Vermutung, Frank und Jane seien ein heimliches Paar. Emma weist diese Vermutung schroff zurück - sie könne persönlich bezeugen, dass Jane Frank gleichgültig sei. Mit ihrer Gleichgültigkeit gegenüber Mr. Knightley verletzt sie ihn.                                    |                 |               |                     |                                       |              |             |                |
| 4 | Episode Vier    | Episode Four  | 25. Okt. 2009       | 14. Apr. 2011                         | Jim O’Hanlon | Sandy Welch | 3,66 Mio.      |
| Was als Vergnügungsausflug geplant war, endet als ein Tag voller Pein. Bei dem Ausflug zum Box Hill sagt Emma, angestachelt von Frank, sehr beleidigende Worte zu Miss Bates. Mr. Knightley tadelt Emma und sie versteht, wie sehr sie Miss Bates gekränkt hat. Sie versucht, mit einem Besuch bei Jane und Miss Bates ihren Fehler wieder gutzumachen, aber Jane möchte sie nicht sehen. Miss Bates erzählt Emma, Jane habe eine Anstellung als Gouvernante angenommen und die ganze Nacht geweint. Währenddessen besucht Mr. Knightley seinen Bruder und dessen Frau Isabella in London, um ein wenig Abstand von Emma zu gewinnen. Als Franks beherrschende Tante stirbt, erwarten die Westons von ihm, dass er Emma einen Heiratsantrag macht. Aber Frank ist bereits heimlich mit Jane Fairfax verlobt. Und Emma erkennt endlich, wem schon lange ihr Herz gehört: Mr. Knightley.             |                 |               |                     |                                       |              |             |                |

## Synchronisation
Die deutsche Synchronbearbeitung fertigte die Splendid Synchron GmbH aus Köln an, das Dialogbuch schrieb Cornelius Frommann, der auch die Dialogregie führte.
| Schauspieler     | Rolle                               | Deutscher Sprecher      | Episoden |
| ---------------- | ----------------------------------- | ----------------------- | -------- |
| Romola Garai     | Emma Woodhouse                      | Mia Diekow              | 1–4      |
| Jonny Lee Miller | Mr. George Knightley                | Philipp Scheppmann      | 1–4      |
| Michael Gambon   | Mr. Woodhouse                       | Klaus Dittmann          | 1–4      |
| Jodhi May        | Anne Weston (geb. Taylor)           | Kordula Leisse          | 1–4      |
| Robert Bathurst  | Mr. Weston                          | Hans Bayer              | 1–4      |
| Blake Ritson     | Mr. Elton                           | Simon Roden             | 1–4      |
| Louise Dylan     | Harriet Smith                       | Leoni Kristin Oeffinger | 1–4      |
| Tamsin Greig     | Miss Bates                          | Marion Mainka           | 1–4      |
| Rupert Evans     | Mr. Frank Churchill                 | Johannes Raspe          | 2–4      |
| Laura Pyper      | Miss Jane Fairfax                   | Milena Karas            | 2–4      |
| Christina Cole   | Mrs. Augusta Elton                  | Vanessa Wunsch          | 3–4      |
| Jefferson Hall   | Mr. Robert Martin                   | Oliver Bedorf           | 1/4      |
| Dan Fredenburgh  | John Knightley                      | Andreas Meese           | 1–4      |
| Poppy Miller     | Isabella Knightley (geb. Woodhouse) | Susanne Dobrusskin      | 1–4      |
| Jamie Glover     | Henry Knightley                     | Ricardo Rausch          | 1–3      |
| Joshua Jones     | James Knightley                     | Lucas Kämmer            | 1–3      |
| Valerie Lilley   | Mrs. Bates                          | Therese Dürrenberger    | 1–4      |
| Veronica Roberts | Mrs. Goddard                        | Renate Fuhrmann         | 1–3      |
| Liza Sadovy      | Mrs. Cole                           | Kerstin Fischer         | 2–3      |

## Produktion

### Drehbuch und Regie
In dieser neuen Adaption nimmt sich die Emmy-nominierte Drehbuchautorin Sandy Welch die Freiheit, die Hauptfigur Emma Woodhouse mit Hilfe hinzugefügter Einblendungen aus ihrer Kindheit und Phantasievorstellungen verständlicher zu machen. Die Handlung orientiert sich stark an der Buchvorlage und bedarf mit einer Gesamtfilmlänge von 240 Minuten kaum einer Kürzung im Gegensatz zu der zweistündigen Kinoversion bzw. dem Fernsehfilm aus dem Jahre 1996. Nun ist sie in vier Episoden eingeteilt, wogegen Jane Austens Original in 3 Bänden mit insgesamt 55 Kapiteln veröffentlicht wurde. Nur wenige Details wurden verändert oder weggelassen, (z. B. finden nicht so viele Tee- und Abendgesellschaften statt). Den Beginn der Geschichte gestaltet Sandy Welch ganz anders, indem sie Emmas Schicksalsschläge und die der gleichaltrigen Protagonisten Frank Weston und Jane Fairfax gleich zu Anfang schildert, dagegen erfährt der Leser im Roman erst im 2. Kapitel bzw. 20. Kapitel Näheres über die Hintergründe.
Auch der Regisseur Jim O’Hanlon versucht mit moderner Körpersprache und natürlich wirkender, frischer Energie der Hauptdarsteller die Steifheit der damaligen Zeit weitestgehend zu unterdrücken. (“Physical energy and modern body-language”). O’Hanlon verzichtet weitestgehend auf Dienstpersonal, der Fokus liegt auf den Hauptfiguren, die oft mit dynamischen Kamerafahrten (mitunter durch mehrere Räume) verfolgt werden. Die steifen Förmlichkeiten (Knickse, Verbeugungen,…) minimiert er weitestgehend, doch wenn vorhanden, dann werden sie eher in einer schlaksigen Art angedeutet als formvollendet ausgeführt. Die damalige räumliche Distanz zwischen Mann und Frau wird nicht immer beachtet (besonders beim Boxhill-Picknick, als Mr. Churchill seinen Kopf auf Emmas Schoß legt).

### Musik
Die Filmmusik einschließlich der Tanzstücke “The Town Square,” “The Ship’s Cook,” und “Ginny’s Market” aus den Ballszenen stammen vom Komponisten Samuel Sim, die Orchesteraufnahmen fanden in den Londoner Abbey Road Studios statt.

### Drehorte

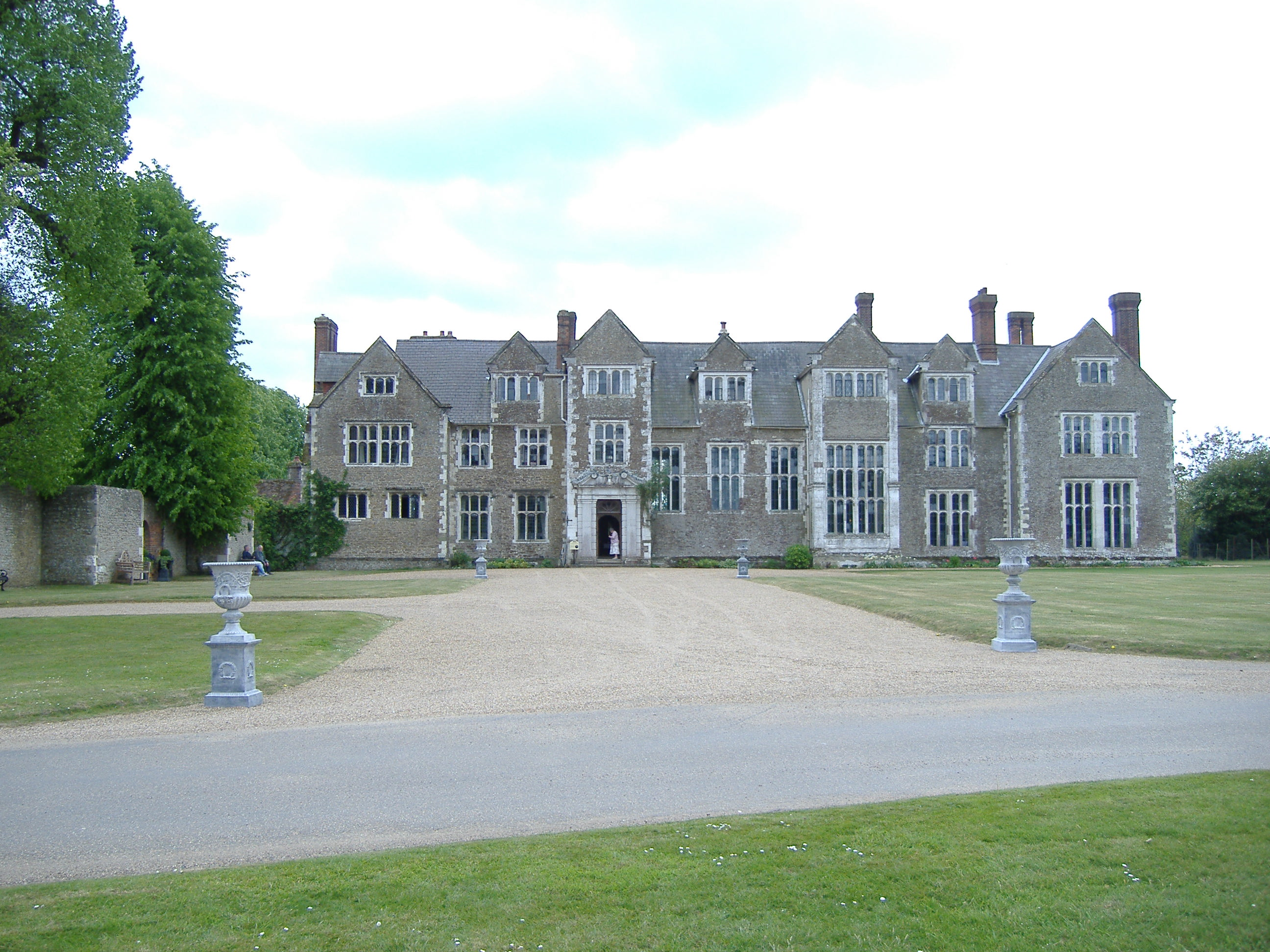
Loseley House

- Hartfield – Squerryes Court[11], Westerham (Innen- und Außenaufnahmen im Herrenhaus und Park)
- Donwell – Loseley House[12], südlich von Guildford, Surrey
- Highbury – Chilham[13], Ortschaft in Kent mit historischen Fachwerkhäusern
- Kirche – St. Mary the Virgin in Send[14], Surrey

## Kritik
„Manchmal beeinträchtigt die Regie den Fluss der Geschichte, wie einige schlecht durchdachte Rückblenden, die Lücken füllen müssen, wo bereits Dialoge festgelegt wurden. Und die Anfangssequenz, die jede Hauptfigur als Kleinkind zeigt, ist unnötig und verwirrend. Aber das sind vergleichsweise nebensächliche Beanstandungen bei so einem humanistischen und unterhaltsamen TV-Ereignis wie Emma, eine Serie, die Austen's Relevanz untermauert und darüber hinaus ihre Adaptionsfähigkeit rechtfertigt.“

„Wenn sich die Filmemacher mehr auf den Charakter konzentriert hätten und weniger darauf, jedes Detail aus dem Roman unterzubringen, hätte diese Emma-Version unter den anderen Austen-Adaptionen herausragen können. Leider führen diese Mängel zu einer Nur-für-eingefleischte-Austen-Fans Empfehlung.“

## Auszeichnungen
Nominierungen
- 2010: Emmy in der Kategorie Outstanding Casting for a Miniseries, Movie or a Special für Gemma Hancock und Sam Stevenson
- 2010: Emmy in der Kategorie Outstanding Costumes for a Miniseries, Movie or a Special für Rosalind Ebbutt und Amanda Keable
- 2010: Emmy in der Kategorie Outstanding Supporting Actor in a Miniseries or a Movie für Michael Gambon
- 2010: Golden Globe Award in der Kategorie Best Performance by an Actress in a Mini-Series or a Motion Picture Made for Television für Romola Garai
- 2010: Satellite Award in der Kategorie Best Miniseries

Preise
- 2010: Emmy in der Kategorie Outstanding Hairstyling for a Miniseries or a Movie für Anne Oldham

## Weitere Adaptionen
Der britische Fernsehsender BBC hatte den Roman Emma bereits 1972 als sechsteilige Fernsehserie mit Doran Godwin und 1996 als Fernsehfilm mit Kate Beckinsale und Mark Strong in den Hauptrollen verfilmt. Auf der Kinoleinwand war 1996 Jane Austens Emma mit Gwyneth Paltrow zu sehen, des Weiteren entstand 1995 die moderne US-Adaption Clueless – Was sonst! mit Alicia Silverstone und 2010 die indische Bollywood-Version Aisha mit Sonam Kapoor als Protagonistin.